# Bernheze
Bernheze – gmina w prowincji Brabancja Północna w Holandii. W 2014 roku populacja wyniosła 29 703 mieszkańców. Powstała w 1994 roku po połączeniu gmin Heesch, Nistelrode oraz Heeswijk-Dinther.
Przez gminę przechodzą autostrady A50 i A59 oraz droga prowincjonalna N279, N603 oraz N606.

## Miejscowości

### Stolica
- Heesch (12 730 mieszk.)

### Wsie
- Heeswijk (1930)
- Dinther (4820)
- Nistelrode (6050)
- Vorstenbosch (1550)
- Loosbroeck (1266)